# Douglas Corsini
Douglas Corsini (Mandaguari, 31 agosto 1982) è un giocatore di calcio a 5 brasiliano naturalizzato italiano.

## Biografia
È fratello di Bruno Henrique, calciatore professionista con un passato in italia con la maglia del Palermo.

## Carriera

### Club
Portato in Italia dall'Atlante Grosseto quando non era ancora ventenne, passa poi all'Aosta e quindi al Prato con cui esordisce in serie A e di cui diventa capitano. Nel novembre 2005 si trasferisce al Nepi, rimanendoci anche la stagione successiva quando il sodalizio viterbese si fonde con la Lazio a formare la "Lazio Nepi" arrivando a disputare la finale scudetto contro la Luparense. Resta in biancoceleste fino al mese di dicembre quando è ceduto in Serie A2 al Torrino con cui vince una Coppa Italia di categoria. Scaduto il prestito torna alla Lazio per un'altra stagione; nel 2010 si trasferisce a titolo definitivo all'Asti di cui vestirà la maglia per quattro stagioni consecutive contribuendo alla vittoria di una Coppa Italia e di una Winter Cup. Nel luglio 2014 viene ufficializzato il suo trasferimento alla Lazio: per Corsini si tratta della terza parentesi nella società capitolina.

### Nazionale
In possesso della doppia cittadinanza, Corsini giocò una ventina di partite nella nazionale italiana durante la gestione di Alessandro Nuccorini. Inserito nella lista definitiva dei giocatori convocati alla Coppa del Mondo 2008, Corsini fu sostituito alla vigilia della manifestazione dal più esperto Jubanski. La modifica fu accettata dalla FIFA poiché motivata da un grave impedimento fisico tale da pregiudicare la partecipazione del giocatore. Tuttavia, la documentazione presentata dallo staff medico della nazionale diagnosticava un'insufficienza renale invece del trauma effettivamente riportato dall'atleta. Corsini, inoltre, negò di avere effettuato le analisi allegate al referto. Nei mesi seguenti, in seguito a un'indagine amministrativa interna alla FIGC, Nuccorini e il dottor Walter Sacco furono squalificati rispettivamente per 1 anno e 10 mesi e per 1 anno.

## Palmarès
- Coppa Italia: 2
  - Prato: 2003-04
  - Asti: 2011-12
- Supercoppa italiana: 1
  - Prato: 2003
- Winter Cup: 2
  - Asti: 2013-14
  - Real Rieti: 2015-16
- Coppa Italia di Serie A2: 1

Torrino: 2008-09